# Rajasaaret (ö i Birkaland)
Rajasaaret är en ö i Finland. Den ligger i sjön Pyhäjärvi och i kommunerna Nokia och Birkala i den ekonomiska regionen Tammerfors och landskapet Birkaland, i den södra delen av landet, 160 km nordväst om huvudstaden Helsingfors. Öns area är 2,6 hektar och dess största längd är 340 meter i sydöst-nordvästlig riktning.  Notera att namnet antyder att det är fråga om flera öar.